# Воробьёв, Иван Вячеславович
Иван Вячеславович Воробьёв (род. 11 марта 2002, Сургут, Тюменская область) — российский хоккеист, нападающий московского «Спартака».

## Биография
Выпускник хоккейной школы «Нефтяник» из города Сургут. Брат-близнец Станислав до 2020 года тоже играл в хоккей на юношеском уровне.
Задрафтован в НХЛ клубом «Сент-Луис» в 2021 г. В 2019—2022 гг. выступал в МХЛ в «Мамонтах Югры». В 2022/23 — в ВХЛ в «Дизеле» и «Зауралье» Курган. В 2023/24 — в системе «Торпедо», выступал в ВХЛ за «АКМ». В ХК «Витязь» — с 13 октября 2023 г. 23 июня 2025 года был обменян в московский «Спартак». 21 июля 2025 года заключил с клубом двустороннее соглашение на два года.